# Cuy relleno
El cuy relleno o cuy relleno apurimeño es un plato gastronómico originario de los Andes peruanos, y específicamente de la región Apurímac. Su consumo está relacionado con las fiestas de fin de año, por lo que forma parte de la gastronomía navideña andina.

## Descripción
El cuy relleno de Apurímac se prepara mediante un cuy joven de gran tamaño, y aderezado con especias andinas, las mismas viseras y sangre del cuy son reutilizados en el relleno del platillo. El animal es traspasado con un palo de fierro para que se dore en las brasas. Luego del asado, el cuy es cortado en rodajas, y es servido con papas, cancha serrana y chicha de jora.

### Relación con la Navidad
El cuy se presenta como un alimento alternativo y más económico que el lechón o el pavo para las fiestas de la temporada navideña, además de ser una carne muy liviana y fácil de digerir. Según la Universidad Nacional Agraria La Molina la variante del «cuy relleno a base de verduras y vino tinto» es uno de los más consumidos. El 20 de diciembre de 2014 el municipio de la provincia de Huancayo (Junín) realizó una feria donde se promovía el consumo del cuy relleno para la cena de Nochebuena. En 2022 la revista Cromos registró que el cuy relleno se volvió un plato típico para Navidad en la ciudad del Cuzco.